# Дмитрівка (Полтавський район)

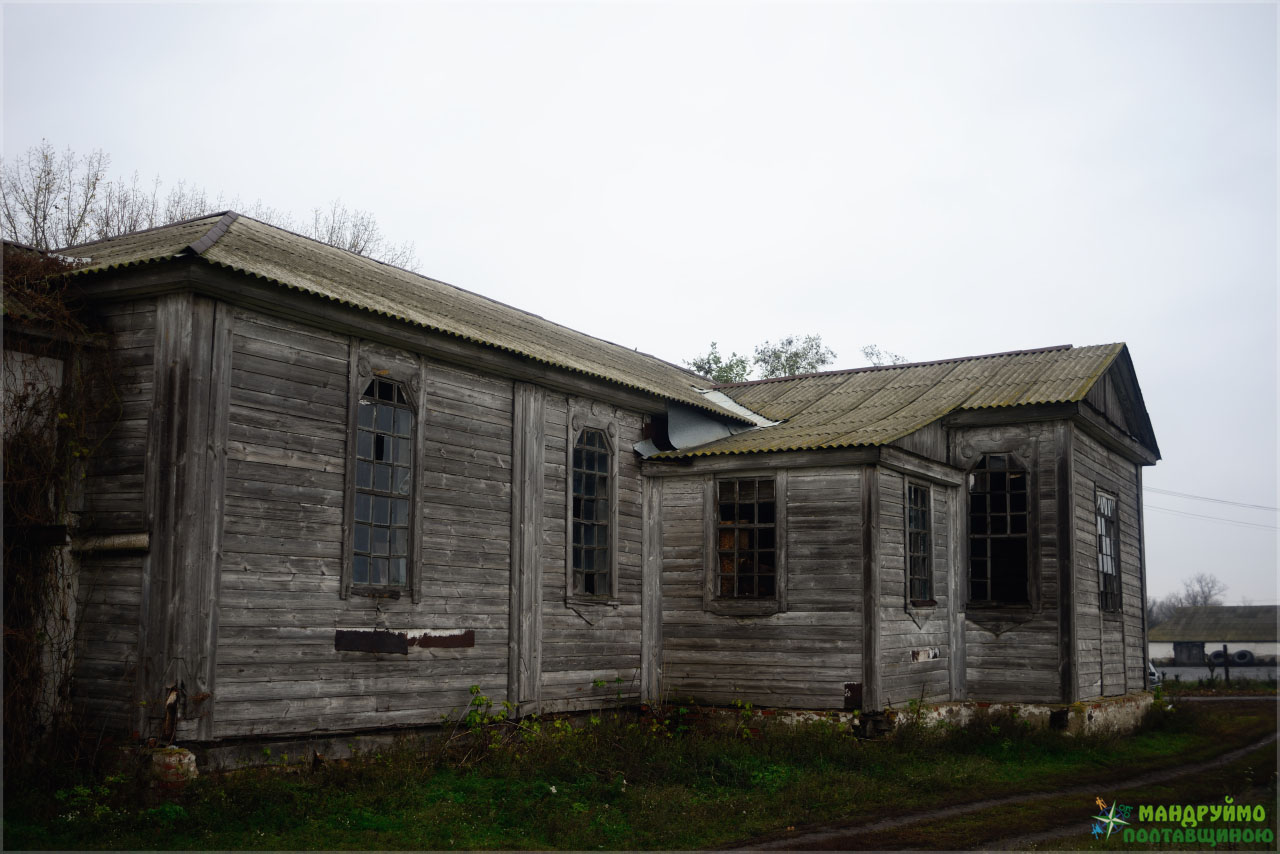
Церква Різдва Іоанна Предтечі

Дми́трівка — село в Україні, у Машівській селищній громаді Полтавського району Полтавської області. Населення становить 703 осіб. До 2020 орган місцевого самоврядування — Дмитрівська сільська рада.

## Географія
Село Дмитрівка знаходиться на берегах річки Мокра Лип'янка, вище за течією примикає село Лип'янка, нижче за течією на відстані 2,5 км розташоване село Андріївка. На річці кілька загат.

## Історія
12 червня 2020 року, відповідно до розпорядження Кабінету Міністрів України № 721-р «Про визначення адміністративних центрів та затвердження територій територіальних громад Полтавської області», село увійшло до складу Машівської селищної громади.
19 липня 2020 року, в результаті адміністративно - територіальної реформи та ліквідації Машівського району, село увійшло до складу новоутвореного Полтавського району.

## Населення
Згідно з переписом УРСР 1989 року чисельність наявного населення села становила 748 осіб, з яких 323 чоловіки та 425 жінок.
За переписом населення України 2001 року в селі мешкало 708 осіб.

### Мова
Розподіл населення за рідною мовою за даними перепису 2001 року:
| Мова       | Відсоток |
| ---------- | -------- |
| українська | 94,03 %  |
| російська  | 5,69 %   |
| білоруська | 0,28 %   |

## Економіка
- АФ «Дмитрівка».

## Об'єкти соціальної сфери
- Школа.
- Будинок культури.

## Пам'ятки
- Іоанно-Предтеченська церква

## Уродженці
У селі народився повний кавалер ордена Слави Іван Федосійович Козка.